# Lichtheimia corymbifera
Lichthéimia corymbífera, также широко известна как Absídia corymbifera (лат.) — вид мукоровых зигомицетовых грибов, типовой вид рода Lichtheimia.
Потенциальный патоген, развивающийся при температурах до 42 °C и выше.

## Описание
Гетероталличный (раздельнополый) вид. Спорангиофоры до 500 мкм длиной и 4—8 мкм толщиной, неокрашенные, у верхушки иногда коричневатые, прямые (мелкие иногда извитые), отходящие от столонов, редко от субстратного мицелия, одиночные или в мутовках в числе до семи. Столоны 5—17 мкм толщиной, иногда с септой, часто оканчивающиеся крупным спорангием. Ризоиды до 12 мкм толщиной, бесцветные, слабо ветвящиеся. Спорангии 20—35 мкм в диаметре (спорангий на конце столона до 68 мкм), грушевидной формы, бесцветные до сероватых, стенка их гладкая несколько неровной. Колонка 16—27 мкм в диаметре (в конечном спорангии до 62 мкм), у мелких спорангиев често более вытянутая, с бородавковидными отростками на верхушке. Спорангиоспоры 3—6,5 мкм длиной и 2,5—5 мкм шириной, яйцевидные до почти шаровидных, неокрашенные до сероватых.
Хламидоспоры не образуются.
Зигоспоры 40—85 мкм в диаметре, шаровидные, коричневые, с несколькими экваториальными гребнями. Суспензоры без придатков, почти равные, 16—23 мкм в диаметре, реже выделяется меньший из них 11,5—19 мкм в диаметре.

## Значение
Относится к категории BSL-2 потенциально патогенных микроорганизмов. Активно растёт и спороносит при температурах 37 и 42 °C. Может выступать агентом микозов у людей с сильно ослабленным иммунитетом.

## Синонимы
- Absidia cornealis (Cavara & Sacc.) C.W.Dodge, 1935
- Absidia corymbifera (Cohn) Sacc. & Trotter, 1912
- Absidia ginsan Komin. et al., 1952
- Absidia gracilis Linnem., 1936
- Absidia italiana (Costantin & Perin) C.W.Dodge, 1935
- Absidia lichtheimii (Lucet & Costantin) Lendn., 1908
- Absidia regnieri (Lucet & Costantin) Lendn., 1908
- Absidia truchisii (Lucet & Costantin) Lendn., 1908
- Lichtheimia cornealis (Cavara & Sacc.) Naumov, 1935
- Lichtheimia italiana Costantin & Perin, 1922
- Lichtheimia regnieri (Lucet & Costantin) Vuill., 1903
- Lichtheimia sartoryi A.Bailly & Sartory, 1927
- Lichtheimia truchisii (Lucet & Costantin) Naumov, 1915
- Lichtheimia ucrainica Naumov, 1935
- Mucor cornealis Cavara & Sacc., 1913
- Mucor corymbifer Cohn, 1884basionym
- Mucor lichtheimii Lucet & Costantin, 1901
- Mucor regnieri Lucet & Costantin, 1901
- Mucor truchisii Lucet & Costantin, 1901
- Mycocladus corymbifer (Cohn) J.H.Mirza, 1979
- Rhizopus umbellatus A.L.Sm., 1901
- Tieghemella italiana (Costantin & Perin) Naumov, 1935